# 2135 Aristaeus
2135 Aristaeus eller 1977 HA är en asteroid upptäckt 17 april 1977 av de båda amerikanska astronomerna Eleanor F. Helin och Schelte J. Bus vid Palomarobservatoriet. Asteroiden har fått sitt namn efter Apollos son Aristaios inom grekisk mytologi.
Aristaeus omloppsbana kommer så nära jordens som 1,4 miljoner kilometer. Så nära kommer dock inte asteroiden särskilt ofta. 2039 kommer asteroiden att befinna sig 7,3 miljoner kilometer från jorden. Även nära passager med Mars förekommer, men är ovanligare.